# Farland
Farland ist ein Spielfilm des deutschen Regisseurs Michael Klier aus dem Jahr 2004. Die Hauptrollen in dem Psychodrama spielen Laura Tonke, Richy Müller und Daniel Brühl.

## Handlung
Ein junges Paar liegt nach einem Autounfall in einem Krankenhaus im Koma. Karla, die junge Schwester der im Koma liegenden Frau, reist nach Brandenburg an, um sich um ihre Schwester zu kümmern. Ebenso der Vater des verunglückten Mannes, Axel, der den Kontakt zu seinem Sohn seit längerem abgebrochen hat. Karla und Axel lernen sich kennen und geraten in vergessene Begebenheiten und kommen einander näher.

## Hintergrund
Der Film wurde von öffentlich-rechtlichen Fernsehanstalten koproduziert. Die Uraufführung war beim Filmfest München 2004. Am 26. August 2004 wurde Farland zunächst als Kinofilm veröffentlicht, der mit weniger als 5000 Kinobesuchen ein sehr begrenztes Publikum erreichte. Die Fernseh-Erstausstrahlung war am 13. September 2005 auf Arte.

## Auszeichnungen
Laura Tonke, Hauptdarstellerin von Farland und Ostkreuz, erhielt den Filmpreis der Stadt Hof.